# Lonicera involucrata
Lonicera involucrata (Richardson) Banks ex Spreng., 1824 è una specie botanica appartenente alla famiglia delle Caprifoliaceae, originaria del Nord America.

## Descrizione
Le bacche sono tossiche.